# El Bosque, San Cristobal De Casas
El Bosque är en ort i Mexiko.   Den ligger i kommunen San Cristobal De Casas och delstaten Chiapas, i den sydöstra delen av landet, 800 km öster om huvudstaden Mexico City. El Bosque ligger 2 350 meter över havet och antalet invånare är 168.
Terrängen runt El Bosque är kuperad. Runt El Bosque är det ganska tätbefolkat, med 129 invånare per kvadratkilometer. Närmaste större samhälle är Teopisca, 13,2 km väster om El Bosque. I omgivningarna runt El Bosque växer i huvudsak städsegrön lövskog.